# Piz Kesch
De Piz Kesch is een 3418 meter hoge berg in het Zwitserse kanton Graubünden. De berg is de hoogste top van de Albulagroep die tot de Westelijke Rätische Alpen behoort.
De berg wordt omgeven door de onbewoonde bergdalen Val d'Es-cha, Val Viloch, Val Plazbi en het Val d'Alvra waardoor de weg naar de Albulapas loopt. De Piz Kesch is de hoogste berg in de wijde omgeving en steekt zo'n 200 meter boven de omringende toppen uit.
Goede uitgangspunten voor de beklimming van de berg zijn de berghutten Chamanna digl Kesch (2625 m) en Chamanna d'Es-cha (2594 m). De normaal route voert via de gletsjer Vadret de Portabella en de oostwand. Vanaf de top heeft men onder andere uitzicht op het Berninamassief en de Silvrettagroep.
De Piz Kesch werd in 1846 voor de eerste maal beklommen door J. Coaz, J. Rascher, C.Casper en J. Tscharner.